# Shingo Ōmori
Shingo Ōmori (japanisch 大森 真吾 Ōmori Shingo; * 9. Februar 2001) ist ein japanischer Fußballspieler.

## Karriere
Shingo Ōmori erlernte das Fußballspielen in der Schulmannschaft der Higashi Fukuoka High School sowie in der Universitätsmannschaft der Juntendō-Universität. Seinen ersten Profivertrag unterschrieb er am 1. Februar 2023 bei Hokkaido Consadole Sapporo. Der Verein aus Sapporo spielte in der ersten Liga, der J1 League. Sein Erstligadebüt gab Shingo Omori am 26. August 2023 (25. Spieltag) im Auswärtsspiel gegen Kawasaki Frontale. Bei dem 2:2-Unentschieden wurde er in der 80. Minute für den verletzten Takuma Arano eingewechselt. Nach zwölf Ligaspielen wechselte er im August 2024 auf Leihbasis zum Drittligisten Giravanz Kitakyūshū. Für den Verein aus Kitakyūshū bestritt er sieben Ligaspiele. Die Saison 2025 wurde er an den Zweitligisten Montedio Yamagata verliehen.